# Everard van Doerne (17e eeuw)
Everard van Doerne (Liessel, circa 1636 - Sint-Michielsgestel, 22 februari 1705) was heer van Asten van 1656-1705. Hij was de zoon van Johanna van Merode, dochter van de heer van Asten, en Cornelis van Doerne, kasteelheer van het Blokhuis te Liessel.
Van Doerne erfde de heerlijkheid Asten van zijn tante Agnes Wilhelmina van Merode, die zelf overigens een schoondochter van Margaretha van Doerne en Walraven van Wittenhorst was. De families Van Merode en Van Doerne waren door minstens drie huwelijken met elkaar verstrengeld. Tevens bezat Everard het Blokhuis te Liessel en claimde hij de heerlijkheidsrechten van dat dorp.
Everard trouwde met Antonia van Doerne, een nicht via zowel vaders- als moederszijde. Uit dit huwelijk kwamen echter geen kinderen voort en Antonia stierf vrij snel. Na haar dood trouwde Everard met Anna Catharina Constantia van Boecop.
Everard stierf op Huis Kleine Ruwenberg te Sint-Michielsgestel, maar werd in Asten begraven. Zijn stoffelijk overschot werd int aensien van honderde van menschen, soo van binnen als buyten der heerleyckheydt bijgezet in de graftombe van de familie. Het graf verdween met de sloop van de kerk, omstreeks 1900. Hij werd opgevolgd door zijn tweede echtgenote.

## Conflicten
Everard moest nog een proces voeren om te zorgen dat de drossaart zijn ambt niet mocht verkopen: dit recht bleef voorbehouden aan de heer. In de tijd van zijn bestuur waren er toenemende centralistische tendensen waarbij de rechten van de heer, zoals het benoemen van een ijkmeester, aan hogere instanties kwamen. De bevolking hield dit soort bevoegdheden liever bij de heer, dus onder lokale controle.
Aan de andere kant waren er ook conflicten met de bevolking die door de slechte economische toestand - Noord-Brabant was Generaliteitsland geworden - verarmde. Dit werd door de voorzitter en de president van de schepenbank aangegrepen om rechtvaardiger belastinginning voor te stellen. Angst voor de heer verbrak de gelederen van de oppositie, en in 1666 werd een compromis gesloten, maar niettemin bleek de Raad van State toch een orgaan te zijn waar men met klachten tegen de heer terechtkon: er kwam uiteindelijk een reglement dat meer controle mogelijk maakte.